# 鈴本紅
鈴本 紅（すずもと べに、？年6月-）は、小説家。ひびき玲音が所属する創作集団MAGIXX（マジックス）に迎えられ、2007年、「カレン坂高校 可憐放送部」でライトノベルデビューを果たす。

## 作品一覧
小説
- 「カレン坂高校 可憐放送部」シリーズ

小説を担当。原作、イラストはひびき玲音。2007年8月より刊行開始。
1. 『カレン坂高校 可憐放送部』（2007年8月1日、ISBN 978-4-08-601049-8）
2. 『カレン坂高校 可憐放送部　導かれた解答』（2007年11月1日、ISBN 978-4-08-601088-7）
3. 『カレン坂高校 可憐放送部　決意とハンドマイク』（2008年3月1日、ISBN 978-4-08-601134-1）
4. 『カレン坂高校 可憐放送部　反校長宣言』（2008年6月3日、ISBN 978-4-08-601169-3）
- ドラマCD

カレン坂高校 可憐放送部（2008年3月28日、ISBN 978-4-08-901163-8）